# 晚清军事改革

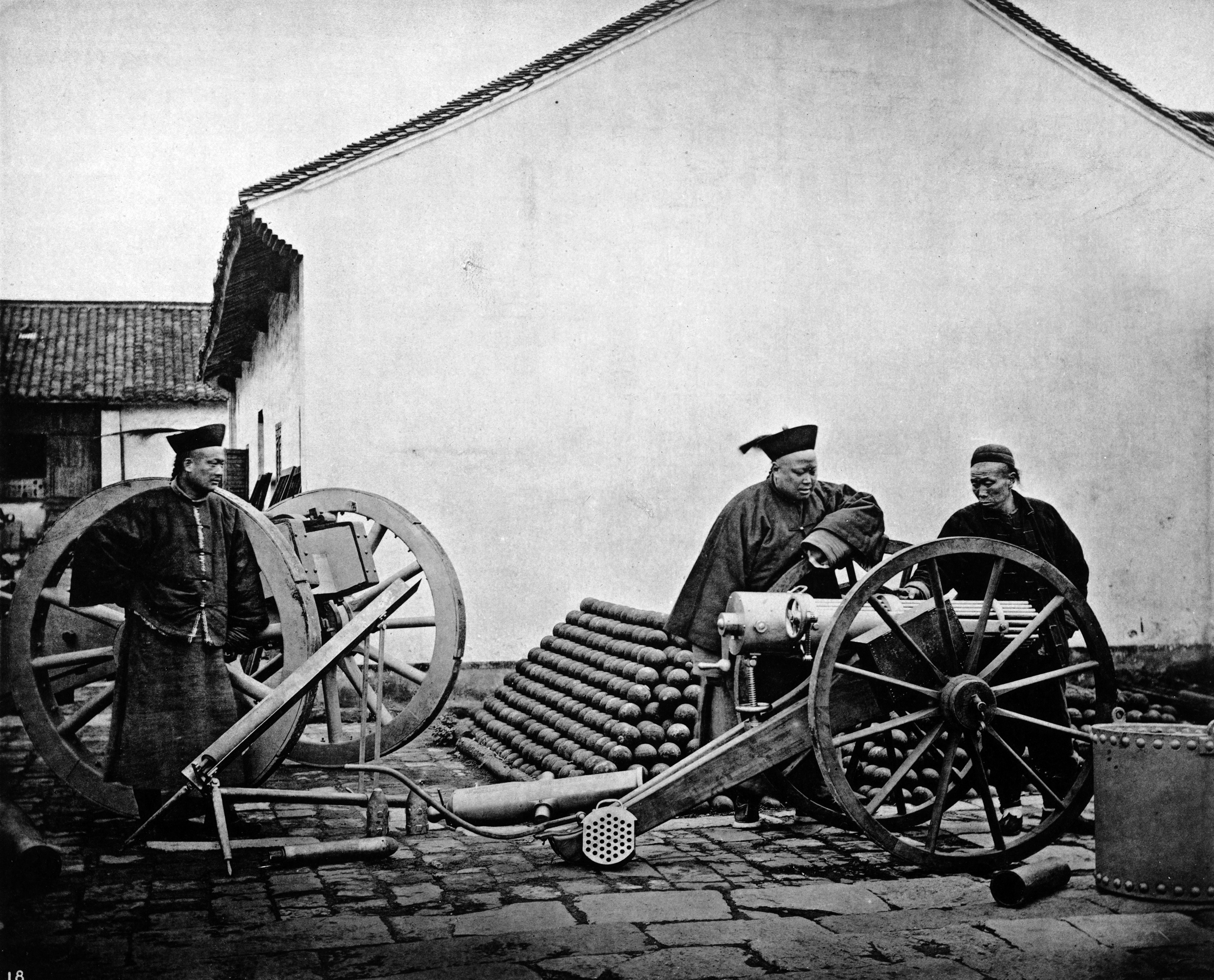
金陵機器製造局自製机枪

晚清军事改革在中国军事史上做为一个非常重要的因素影响了中国近代200年的屈辱历史。晚清军事改革未能达到其追求的目的，以此看来是失败的；但另一方面却培养了大批的中国近代军事人才和一定的近代军事工业基础。

## 腐败和落后
晚清军人由于长期没有战事，军官贪污腐败严重，军事战斗力下降很快。

## 早期
最早提出改革军备的为两广总督林则徐，在鸦片战争开始前即开始提出学习西方先进的军事技术，仿制西式战舰。战后，魏源等人提出师夷长技以制夷。但由于清政府的刚愎自用，在一段时间内未取得大的影响。

## 洋务运动
在第二次鸦片战争失败后，洋务派以「师夷长技以制夷」为基础，提出「中学为体，西学为用」方针，开展洋务运动，设立江南机器制造总局等新式军工厂，花费巨额打造 北洋舰队。但这次自强运动的失败導致甲午战争的失利，顯示「中学为体，西学为用」的局限性。

## 新军
鉴于甲午战争的失败，清政府开始着手建立新军。其中最著名的当属袁世凯的北洋军。但正是这支力量亲手结束了清朝的统治。